# Азизов, Сайфутдин
Сайфутди́н Ази́зов (Азизи́; уйг. سەيپىدىن ئەزىزى‎, кит. 赛福鼎·艾则孜; 1915—2003) — китайский государственный и политический деятель, был первым председателем Синьцзян-Уйгурского автономного района КНР.

## Биография
Родился 12 марта 1915 года в городе Артуш.
Учился в синьцзянской школе, затем переехал в Советский Союз, вступив в КПСС, и продолжил своё обучение в Центральноазиатском политическом институте в Ташкенте. Затем вернулся домой.
Работал в качестве министра образования в Восточно-Туркестанской Революционной республике, а также уполномоченным по вопросам образования в правительстве Чжан Чжичжуна (с 1945 по 1948 годы).
Летом 1949 года возглавил вторую делегацию Восточно-Туркестанской Революционной республики, отправленную в Пекин для участия в заседании Народного политического консультативного совета, созванного с целью провозглашения Китайской Народной Республики. Первая делегация, отправленная с той же целью, по официальным данным, в полном составе погибла в авиакатастрофе. Новая же делегация, во главе с Сайфутдином Азизовым, согласилась на вхождение Восточно-Туркестанской республики в образуемую Китайскую народную республику.
В сентябре 1949 года Сайфутдин вступил в Народный политический консультативный совет Китая, одобренный КПК, став одновременно членом нового коммунистического правительства. В октябре этого же года, после образования КНР, Сайфутдин занимал различные посты по делам национальностей и политических и правовых дел нового правительства.
С декабря 1949 по январь 1950 года он сопровождал Мао Цзэдуна в его поездке в Москву для переговоров о заключении договора китайско-советский дружбы.
Занимался политической деятельностью по 1998 год.
Умер 24 ноября 2003 года и похоронен в Пекине на революционном кладбище «Бабаошань».